# چاه حاجی محمود ضرابی و شرکا
چاه حاجی محمود ضرابی و شرکا یک منطقهٔ مسکونی در ایران است که در دهستان تیرجرد واقع شده‌است.